# Campeonato Europeu de Hóquei em Patins Sub-23
O Campeonato da Europa de Hóquei em Patins Sub-23 Masculino é uma competição de hóquei em patins em que competem seleções nacionais masculinas com menos de 23 anos de países europeus. Realiza-se de quatro em quatro anos e é organizado pelo Comité Europeu de Hóquei em Patins.
Esta competição substitui a Taça Latina, da qual foram realizadas várias edições para seleções sub-23, mas restritas às seleções de Espanha, França, Itália e Portugal. Com a mudança de formato, a competição está aberta a todas as equipas europeias que pretendam inscrever-se.

## Histórico
| Edição | Ano  | Cidade  | Ouro    | Prata    | Bronze | 4º Lugar |
| ------ | ---- | ------- | ------- | -------- | ------ | -------- |
| 1ª     | 2023 | Paredes | Espanha | Portugal | Itália | Suíça    |

## Tabela das Medalhas
| Ordem | País     | Medalha de ouro | Medalha de prata | Medalha de bronze | Total |
| ----- | -------- | --------------- | ---------------- | ----------------- | ----- |
| 1     | Espanha  | 1               | 0                | 0                 | 1     |
| 2     | Portugal | 0               | 1                | 0                 | 1     |
| 3     | Itália   | 0               | 0                | 1                 | 1     |

## Participações
| Pos | Seleção    | Participaciones | 1º | 2º | 3º | 4º | 5º | 6º | 7º | 8º | 9º | 10º | 11º | 12º |
| 1   | Espanha    | 1               | 1  |    |    |    |    |    |    |    |    |     |     |     |
| 2   | Portugal   | 1               |    | 1  |    |    |    |    |    |    |    |     |     |     |
| 3   | Itália     | 1               |    |    | 1  |    |    |    |    |    |    |     |     |     |
| 4   | Suíça      | 1               |    |    |    | 1  |    |    |    |    |    |     |     |     |
| 5   | Inglaterra | 1               |    |    |    |    | 1  |    |    |    |    |     |     |     |